# کوه معبد
کوه معبد (عبری توراتی: הַר הַבַּיִת) تپه ای در شهر قدیم اورشلیم می‌باشد که برای هزاران سال در یهودیت، مسیحیت و اسلام به عنوان مکان مقدس مورد احترام بوده. این مکان محوطه مسجد بزرگی است به نام مسجد الاقصی (المسجد الأقصی، مسجدالاقصی، ترجمه‌شده به: «دورترین مسجد»)، که با نام افتخاری حرم شریف و گاهی به‌عنوان میدان مقدس (یا مقدس) اورشلیم شناخته می‌شود.
محوطه‌ی کنونی یک میدان صاف است که توسط دیوارهای حائل (از جمله دیوار غربی) احاطه شده، که در اصل توسط شاه هرود در قرن اول پیش از میلاد برای گسترش معبد دوم یهودیان ساخته شده بودند. این میدان تحت سلطه‌ی دو بنای یادبود باشکوه قرار دارد که در دوره‌ی خلافت راشدین و اوایل خلافت اموی، پس از تصرف شهر در سال ۶۳۷ میلادی ساخته شدند: شبستان اصلی مسجدالاقصی و گنبد الصخره که نزدیک به مرکز تپه قرار دارد و در سال ۶۹۲ میلادی تکمیل شد و یکی از قدیمی‌ترین بناهای اسلامی موجود در جهان به شمار می‌رود. دیوارها و دروازه‌های هیرودی، با افزودنی‌هایی از دوره‌های بیزانس متأخر، اسلام اولیه، مملوک و عثمانی، اطراف این محوطه را فرا گرفته‌اند، که از طریق یازده دروازه قابل دسترسی است؛ ده دروازه مخصوص مسلمانان و یکی برای غیرمسلمانان، و در نزدیکی هر یک، ایستگاه‌های نگهبانی پلیس اسرائیل قرار دارد. حیاط از سمت شمال و غرب توسط دو رواق متعلق به دوره مملوکی و چهار مناره احاطه شده است.

## تاریخ

### قبل از ورود بنی اسرائیل به کنعان
اعتقاد بر این است که این تپه از هزاره‌ی چهارم پیش از میلاد مسکونی بوده است.[نیازمند منبع] یک تعویذ که مهر سلطنتی تحوتموس سوم (پادشاهی بین سال‌های ۱۴۷۹ تا ۱۴۲۵ پیش از میلاد) را دارد، در سال ۲۰۱۲ توسط پروژه‌ی الک‌برداری کوه معبد در این محل کشف شد.

### دوران بنی اسرائیل
به‌گفتهٔ باستان‌شناسان، کوه معبد مرکز زندگی مذهبی اورشلیم کتاب‌مقدسی و همچنین آکروپولیس سلطنتی پادشاهی یهودا بوده است. باور بر این است که معبد اول بخشی از یک مجموعهٔ سلطنتی بزرگ‌تر بوده است. کتاب مقدس همچنین از چند بنای دیگر ساخته‌شده توسط سلیمان در این مکان یاد می‌کند، از جمله کاخ سلطنتی، «خانهٔ جنگل لبنان»، «تالار ستون‌ها»، «تالار تخت» و «خانهٔ دختر فرعون». برخی از پژوهشگران بر این باورند که بر اساس روایت‌های کتاب مقدس، مجموعهٔ سلطنتی و مذهبی در کوه معبد توسط سلیمان در قرن دهم پیش از میلاد به‌عنوان یک نهاد جداگانه ساخته شده که بعداً درون شهر گنجانده شده است. کناف  استدلال کرده که کوه معبد از اواخر عصر برنز به‌عنوان مرکز آیینی و حکومتی اورشلیم خدمت می‌کرده است. از سوی دیگر، نعمان  پیشنهاد داده که سلیمان معبد را در ابعادی بسیار کوچکتر از آنچه در کتاب مقدس توصیف شده ساخته و این بنا در قرن هشتم پیش از میلاد بزرگ‌تر یا بازسازی شده است. در سال ۲۰۱۴، فینکلشتاین، کخ و لیپشیتس پیشنهاد کردند که تپهٔ اورشلیم باستانی در زیر محوطهٔ امروزی کوه معبد قرار دارد، نه در محوطهٔ باستان‌شناسی مجاور موسوم به شهر داوود، همان‌گونه که باستان‌شناسی جریان اصلی باور دارد؛ با این حال، این پیشنهاد از سوی سایر پژوهشگران این حوزه رد شد.
تمام پژوهشگران اتفاق نظر دارند که محوطهٔ کوه معبد در عصر آهن کوچکتر از محوطهٔ هیرودی باقی‌مانده تا به امروز بوده است. برخی از پژوهشگران، از جمله کنیون و ریت‌مایر، بر این باورند که دیوارهای محوطهٔ معبد اول تا دیوار شرقی امتداد داشته‌اند. ریت‌مایر برخی ردیف‌های سنگ‌های آشلار قابل رؤیت در شمال و جنوب دروازهٔ طلایی را دارای سبک مربوط به عصر آهن یهودا دانسته و آن‌ها را به ساخت این دیوار در دوران حزقیا نسبت می‌دهد. گفته می‌شود که سنگ‌های بیشتری از این نوع در زیر زمین باقی مانده‌اند. ریت‌مایر همچنین پیشنهاد داده که یکی از پله‌هایی که به قبةالصخره منتهی می‌شود، در واقع بالای یکی از ردیف‌های باقی‌مانده از دیوار غربی محوطهٔ عصر آهن است.

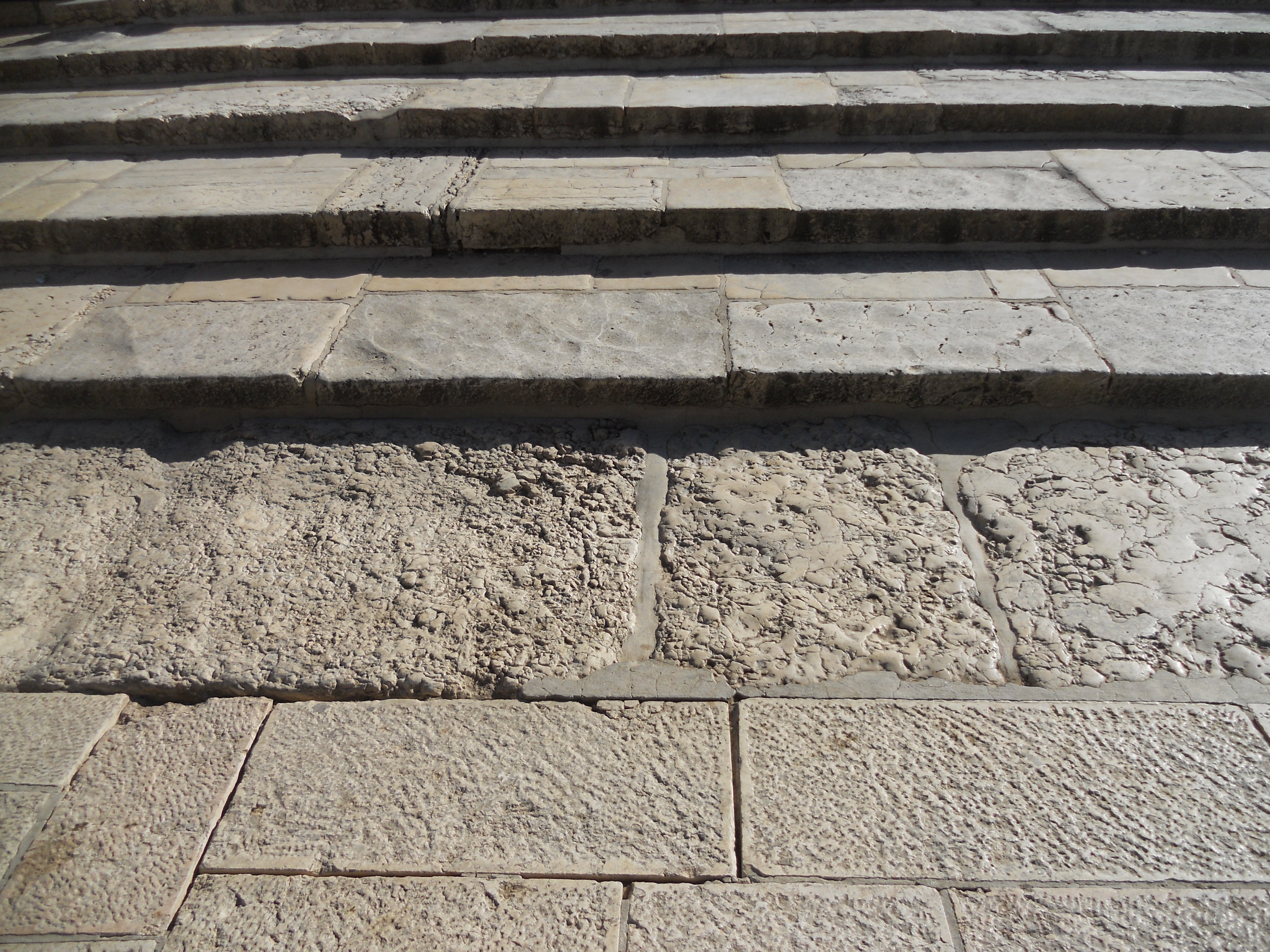
باقی‌مانده‌هایی از یک دیوار در بخش شمال‌غربی سکوی مرتفع دیده می‌شود؛ ریت‌مایر پیشنهاد داده که این بخش، قسمت بالایی یکی از ردیف‌های سنگی باقی‌مانده از دیوار غربی محوطه مربوط به عصر آهن است.

معبد اول در سال ۵۸۷/۵۸۶ پیش از میلاد توسط امپراتوری نئو-بابِلی به رهبری نبوکدنصر دوم ویران شد.

### دوران های هخامنشی، یونانی (هلنیستی) و حَشمونی
ساخت معبد دوم در حدود سال ۵۳۸ پیش از میلاد تحت فرمان کوروش بزرگ آغاز شد و در سال ۵۱۶ پیش از میلاد به پایان رسید. این معبد در محل اصلی معبد سلیمان ساخته شد.
به گفته پاتریچ و ادلکوپ، مساحت ایده‌آل مجموعه، که در کتاب حزقیال به اندازه ۵۰ در ۵۰ ذراع توصیف شده، توسط خاندان حشمونیان، احتمالاً در زمان یحیی هورکانوس، تحقق یافت؛ این همان اندازه‌ای است که بعدها در میشنا نیز ذکر شده است.

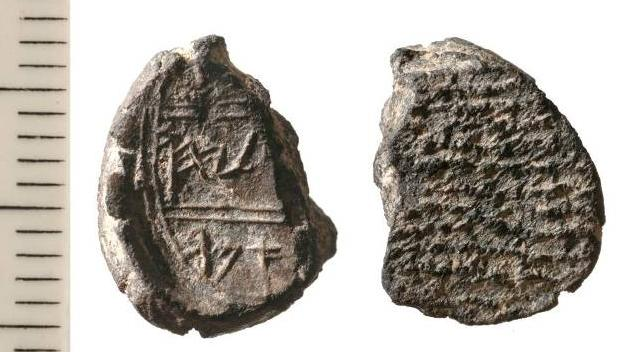
بولای ایمِر (قرن هفتم تا ششم پیش از میلاد)، که به خط فینیقی-عبری نوشته شده، در جریان پروژه‌ی الک‌برداری کوه معبد کشف شد. این بولا نام «ایمر» را دارد، که در کتاب مقدس به‌عنوان نام یکی از مقام‌های بلندپایه در معبد سلیمان ثبت شده است.

شواهدی از گسترش کوه معبد توسط حشمونیان توسط باستان‌شناس لین ریت‌مایر به‌دست آمده است.
در سال ۶۷ پیش از میلاد، نزاعی میان آریستوبولوس دوم و یحیی هورکانوس دوم بر سر تخت پادشاهی حشمونیان درگرفت. ژنرال رومی، پومپیوس، که برای مداخله در این درگیری دعوت شده بود، جانب هورکانوس را گرفت؛ آریستوبولوس و پیروانش در کوه معبد سنگر گرفتند و پل ارتباطی آن با شهر را ویران کردند. وقتی ارتش روم به اورشلیم رسید، پومپیوس دستور داد خندقی که از سمت شمال از کوه معبد دفاع می‌کرد، پر شود. برای انجام این کار، پومپیوس منتظر روزهای شنبه ماند تا مدافعان به دلیل مقدس بودن آن روز، کار را مختل نکنند. پس از سه ماه محاصره، رومیان موفق شدند یکی از برج‌های نگهبانی را سرنگون کرده و به کوه معبد یورش ببرند. پومپیوس خود وارد قدس‌الاقداس شد، اما به معبد آسیبی نرساند و به کاهنان اجازه داد به فعالیت‌های معمول خود ادامه دهند.

### دوران های هیرودی و اوایل رومیِ

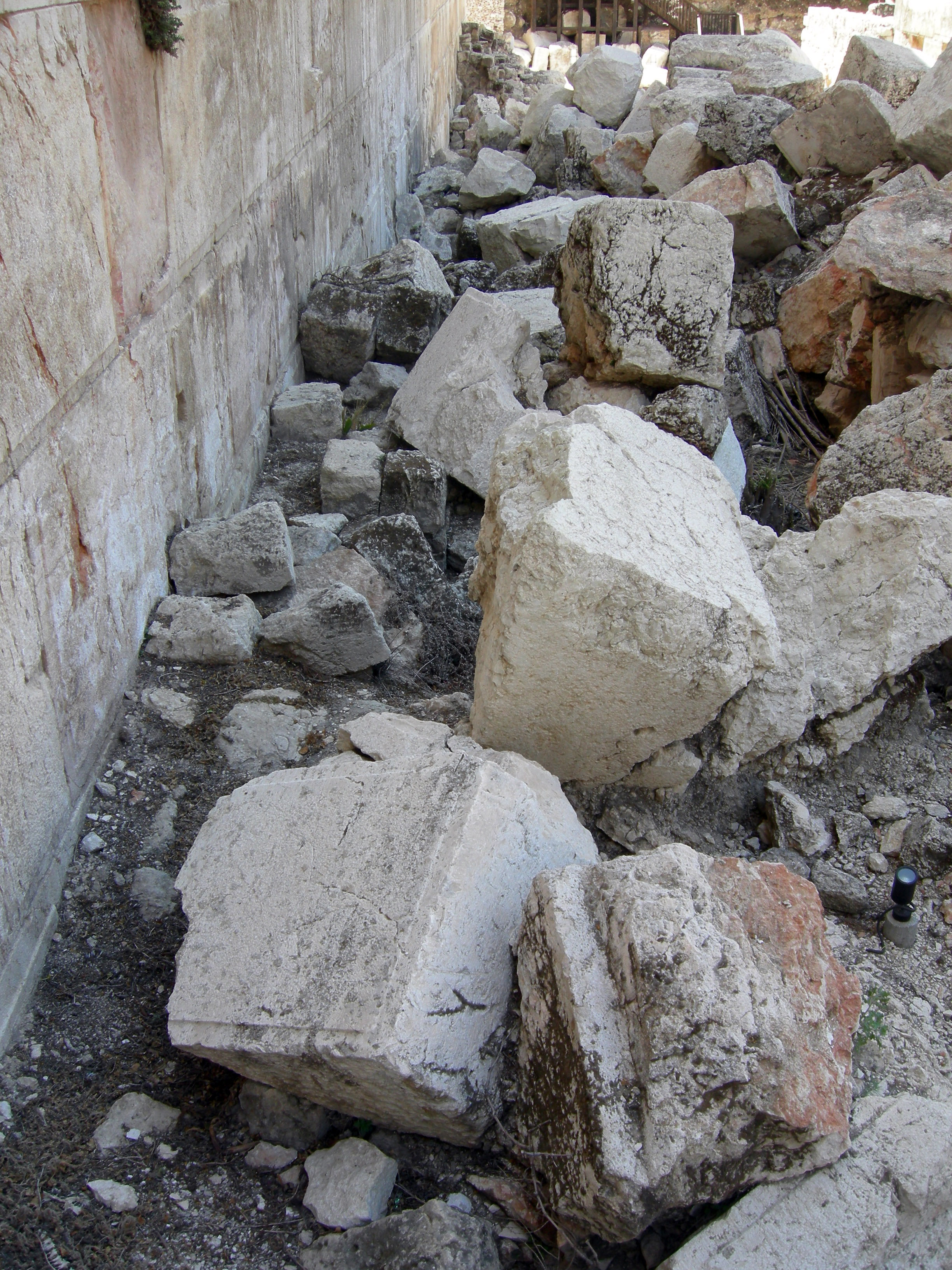
توده‌های سنگی (در امتداد دیوار غربی، نزدیک بخش جنوبی) از دیوارهای کوه معبد

در حدود سال ۱۹ پیش از میلاد، هیرود بزرگ کوه معبد را بیشتر گسترش داد و معبد را بازسازی کرد. این پروژه بلندپروازانه که شامل به‌کارگیری ۱۰٬۰۰۰ کارگر بود، اندازه کوه معبد را بیش از دو برابر افزایش داد و به حدود ۳۶ جریب (۱۵۰٬۰۰۰ متر مربع) رساند. هیرود این ناحیه را با بریدن سنگ در سمت شمال‌غربی و بالا آوردن زمین شیب‌دار در جنوب، مسطح کرد.او این کار را از طریق ساخت دیوارهای نگهدارنده عظیم، طاق‌های بزرگ، و پر کردن بخش‌های لازم با خاک و آوار انجام داد. نتیجه، بزرگ‌ترین محوطه مقدس در جهان باستان بود.
ورودی‌های اصلی کوه معبد هیرودی دو مجموعه دروازه در دیوار جنوبی بودند، به‌همراه چهار دروازه دیگر که از سمت غربی و از طریق پل‌ها و پله‌ها قابل دسترسی بودند. ایوان‌های بزرگ (استواها) در سه طرف سکوی معبد قرار داشتند، و در سمت جنوبی آن، یک بازیلیکای باشکوه قرار داشت که یوسفوس از آن با عنوان «استوای سلطنتی» یاد کرده است. استوای سلطنتی به‌عنوان مرکز معاملات تجاری و حقوقی شهر عمل می‌کرد و از طریق گذرگاه قوسی رابینسون دسترسی مستقلی به شهر پایین‌تر داشت. خود معبد و صحن‌های آن در سکویی مرتفع در مرکز محوطه بزرگ‌تر قرار داشتند. افزون بر بازسازی معبد، صحن‌ها و رواق‌های آن، هیرود همچنین دژ آنتونیا را ساخت که بر گوشه شمال‌غربی کوه معبد مسلط بود، و یک مخزن آب باران به نام «بیرکه اسرائیل» را در شمال‌شرق احداث کرد.یک خیابان یادمانی که امروزه با نام «خیابان پلکانی» شناخته می‌شود، زائران را از دروازه جنوبی شهر از طریق دره تیروپیون به سمت غربی کوه معبد هدایت می‌کرد. در سال ۲۰۱۹ پیشنهاد شد که این مسیر توسط پونتیوس پیلاطس در دهه ۳۰ میلادی ساخته شده باشد.

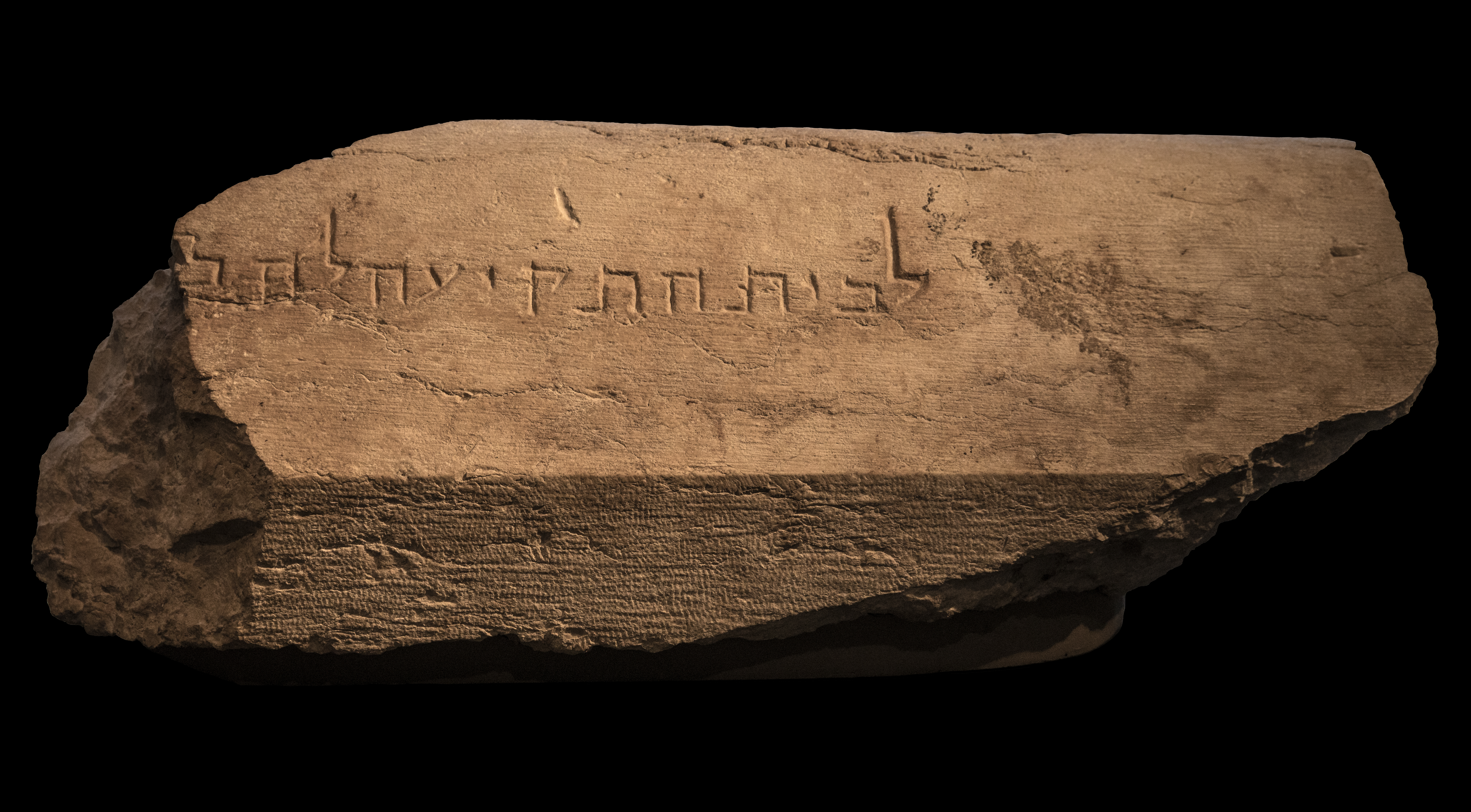
کتیبه «جایگاه شیپورزنی»، سنگی به ابعاد ۲٫۴۳ در ۱ متر با نوشته‌ای به زبان عبری לְבֵית הַתְּקִיעָה לְהַבּ به‌معنای «برای جایگاه شیپورزنی»، است که توسط بنیامین مازار در بخش جنوبی پای کوه معبد کشف شد و گمان می‌رود که بخشی از معبد دوم بوده باشد.

در مراحل اولیه نخستین جنگ یهود-روم (۶۶–۷۰ میلادی)، کوه معبد به مرکز نبرد میان جناح‌های مختلف یهودی تبدیل شد که برای کنترل شهر با یکدیگر درگیر بودند، و هر جناحی در طول درگیری بخش‌هایی از منطقه را در اختیار داشت. در آوریل سال ۷۰ میلادی، ارتش روم به فرماندهی تیتوس به اورشلیم رسید و محاصره شهر را آغاز کرد. چهار ماه طول کشید تا رومیان مدافعان کوه معبد را شکست داده و این مکان را تصرف کنند. رومیان معبد و تمامی سازه‌های دیگر بر روی سکو را به‌طور کامل ویران کردند.  فرو‌ریزش‌های سنگین سنگ‌های عظیم از دیوارهای فوقانی بر روی خیابان هیرودی که در امتداد بخش جنوبی دیوار غربی قرار دارد، کشف شده است، به‌طوری که برخی از این سنگ‌ها در دمایی نزدیک به ۸۰۰ درجه سانتی‌گراد سوخته‌اند.  کتیبه «جایگاه شیپورزنی» که یک کتیبه عبری یادمانی است و توسط سربازان رومی به پایین پرتاب شده بود، در میان یکی از این توده‌های سنگی پیدا شد.

### دوره میانه رومی
شهر آئلیا کاپیتولینا در سال ۱۳۰ میلادی توسط امپراتور رومی، هادریان، ساخته شد و یک کلونیا رومی در محل اورشلیم، که همچنان در پی شورش اول یهودیان در سال ۷۰ میلادی ویران بود، مستقر گردید. واژه «آئلیا» از نام خانوادگی هادریان، یعنی «آئلیوس» گرفته شده، در حالی که «کاپیتولینا» به این معناست که شهر جدید به ژوپیتر کاپیتولینوس، خدای رومی، تقدیم شده بود. برای او معبدی ساخته شد که بخشی از آن بر روی محل معبد دوم یهودیان، یعنی کوه معبد، قرار گرفت.

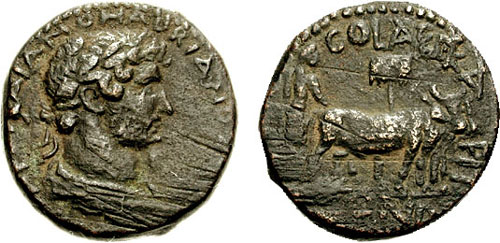
نخستین سکه‌ای که در ضرابخانه آئلیا کاپیتولینا حدود سال‌های ۱۳۰/۱۳۲ میلادی ضرب شد، در پشت سکه نقش بسته بود:

هادریان ساخت شهر جدید را به‌عنوان هدیه‌ای به یهودیان در نظر گرفته بود، اما از آن‌جا که مجسمه‌ای عظیم از خود در برابر معبد ژوپیتر برپا کرد و درون معبد نیز تندیس بزرگی از ژوپیتر قرار داشت، در نتیجه دو تصویر تراشیده غول‌پیکر بر روی کوه معبد قرار گرفت که از نظر یهودیان بت‌گونه و شرک‌آمیز تلقی می‌شد. همچنین در آیین‌های تطهیر زمین در سنت رومی، رسم بر آن بود که خوکی قربانی شود. پس از شورش بارکوخبا (شورش سوم یهودیان)، تمامی یهودیان از ورود به شهر و مناطق اطراف آن منع شدند و در صورت ورود، مجازاتشان مرگ بود.

### دوره متأخر رومی
از قرن اول تا قرن هفتم میلادی، مسیحیت در سراسر امپراتوری روم گسترش یافت و به‌تدریج به دین غالب سرزمین اسرائیل تبدیل شد. در دوران بیزانس، خود اورشلیم تقریباً به‌طور کامل مسیحی شده بود، و بیشتر جمعیت آن را مسیحیان یعقوبی با آیین سوری (میافیزیسمها) تشکیل می‌دادند.

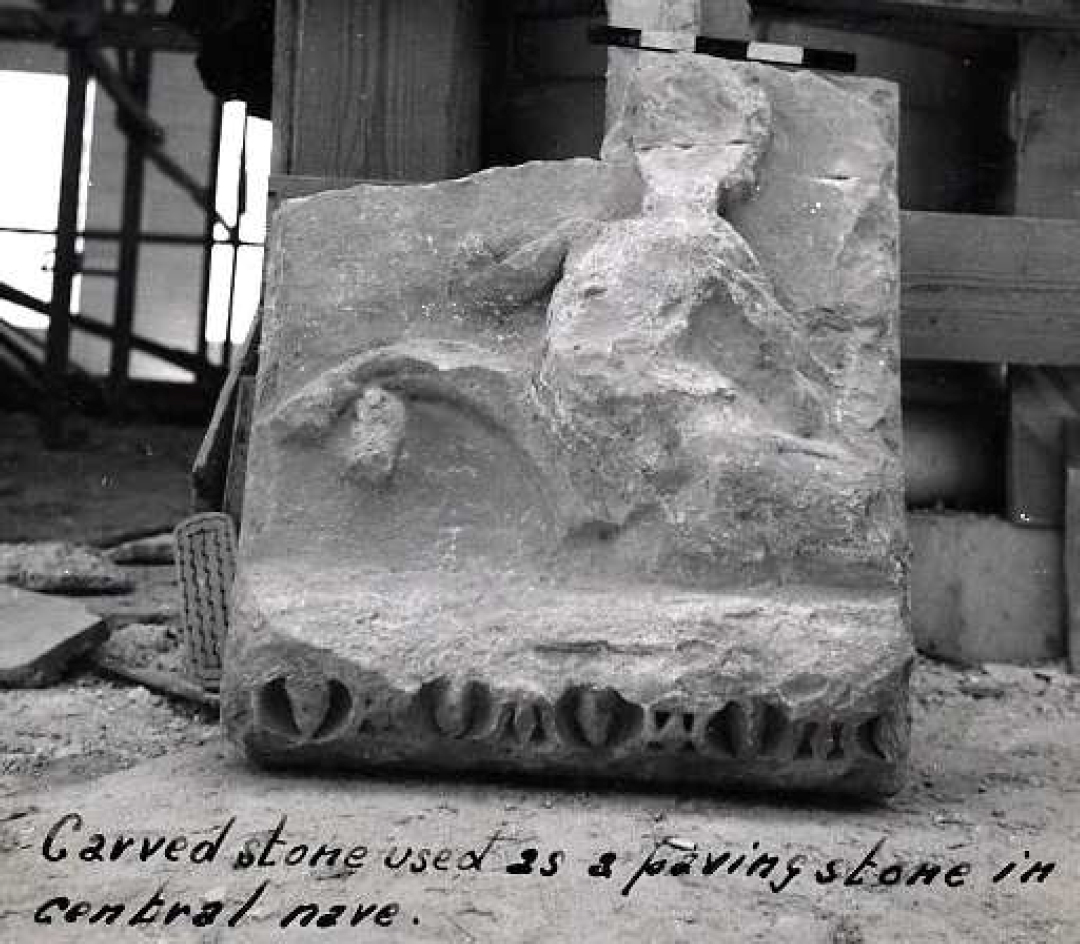
نقش برجسته یک سانتور رومی (۱۳۵–۳۲۵ میلادی) که به‌عنوان پنل کف در مسجدالاقصی استفاده شده بود، در جریان عملیات مرمت در دهه ۱۹۳۰ کشف شد.

امپراتور کنستانتین اول روند مسیحی‌سازی جامعه رومی را ترویج داد و به آن برتری نسبت به آیین‌های مشرکانه داد. یکی از پیامدهای این اقدام آن بود که معبد ژوپیتر که هادریان بر روی کوه معبد ساخته بود، بلافاصله پس از شورای اول نیقیه در سال ۳۲۵ میلادی به دستور کنستانتین ویران شد.
زائر بوردو، که در سال‌های ۳۳۳–۳۳۴ میلادی و در دوران حکومت امپراتور کنستانتین اول از اورشلیم بازدید کرد، نوشت: «دو تندیس از هادریان وجود دارد، و نه چندان دور از آن‌ها، سنگی سوراخ‌شده است که یهودیان هر سال نزد آن می‌آیند و آن را با روغن می‌مالند. آنان سوگواری می‌کنند و جامه‌های خود را می‌درند، و سپس بازمی‌گردند. گمان می‌رود این مراسم مربوط به تیشا بآو باشد، چرا که دهه‌ها بعد، جروم نقل کرد که این تنها روزی بوده که یهودیان اجازه داشتند وارد اورشلیم شوند.
امپراتور ژولیان، خواهرزاده کنستانتین، در سال ۳۶۳ میلادی به یهودیان اجازه داد تا معبد را بازسازی کنند. در نامه‌ای که به ژولیان نسبت داده شده، او به یهودیان نوشت: «شما باید این کار را انجام دهید تا وقتی که من جنگ در فارس را با موفقیت به پایان رساندم، بتوانم به‌دست خود شهر مقدس اورشلیم را که سال‌ها در آرزوی سکونت دوباره در آن بوده‌اید، بازسازی کنم، و ساکنانی به آنجا بیاورم و همراه با شما خدای متعال را در آنجا تجلیل نمایم.»  ژولیان خدای یهودیان را یکی از خدایان شایسته در زمره خدایانی می‌دانست که خود به آن‌ها ایمان داشت، و در عین حال مخالف سرسخت مسیحیت بود.  مورخان کلیسا نوشته‌اند که یهودیان شروع به پاک‌سازی ساختارها و آوارهای روی کوه معبد کردند، اما ابتدا با زلزله‌ای بزرگ و سپس با معجزاتی مانند خروج آتش از زمین، از ادامه کار بازداشته شدند.  با این حال، هیچ منبع یهودی معاصر این واقعه را به‌طور مستقیم ذکر نمی‌کند.

### دوره بیزانسی
در جریان کاوش‌هایش در دهه ۱۹۳۰، رابرت همیلتون بخش‌هایی از کف‌پوش موزاییکی چندرنگ با نقش‌های هندسی را کشف کرد، اما آن‌ها را منتشر نکرد. تاریخ این موزاییک‌ها محل اختلاف است: زاچی دِویرا بر این باور است که آن‌ها مربوط به دوره بیزانسیِ پیش از اسلام هستند، در حالی‌که باروخ، رایش و سندهاوس منشأ آن‌ها را بسیار دیرتر و مربوط به دوره اموی می‌دانند، به‌دلیل شباهتشان به موزاییکی از یک کاخ اموی که در نزدیکی دیوار جنوبی کوه معبد کشف شده است.  با مقایسه عکس‌ها با گزارش حفاری همیلتون، دی چزاره به این نتیجه رسید که این موزاییک‌ها به مرحله دوم ساخت مسجد در دوره اموی تعلق دارند. افزون بر این، طرح‌های موزاییکی یافت‌شده در ساختمان‌های اسلامی، یهودی و مسیحی از قرن دوم تا هشتم میلادی رایج بوده‌اند.  دی چزاره پیشنهاد می‌کند که همیلتون موزاییک‌ها را در کتاب خود ذکر نکرد، زیرا برای ادامه کاوش در زیر آن‌ها، این موزاییک‌ها تخریب شده بودند.

### دوره ساسانی
در سال ۶۱۰ میلادی، امپراتوری ساسانیان امپراتوری بیزانس را از خاورمیانه بیرون راند و برای نخستین بار پس از قرن‌ها، کنترل اورشلیم را به یهودیان داد. یهودیان سرزمین اسرائیل اجازه یافتند یک دولت وابسته تحت حاکمیت ساسانیان به نام «جمهوری یهودی ساسانی» تشکیل دهند که به مدت پنج سال دوام داشت. ربانی‌های یهودی دستور از سرگیری قربانی حیوانی را برای نخستین بار از زمان معبد دوم صادر کردند و شروع به بازسازی معبد یهودیان کردند.مدتی پیش از آنکه بیزانسی‌ها پنج سال بعد در سال ۶۱۵ منطقه را بازپس گیرند، پارسی‌ها کنترل را به جمعیت مسیحی واگذار کردند که ساختمان نیمه‌کاره معبد یهودیان را تخریب کرده و آن را به محل دفع زباله تبدیل کردند؛ وضعی که هنگام فتح شهر توسط خلیفه راشدین عمر در سال ۶۳۷ همچنان برقرار بود.

### اوایل دوره اسلامی

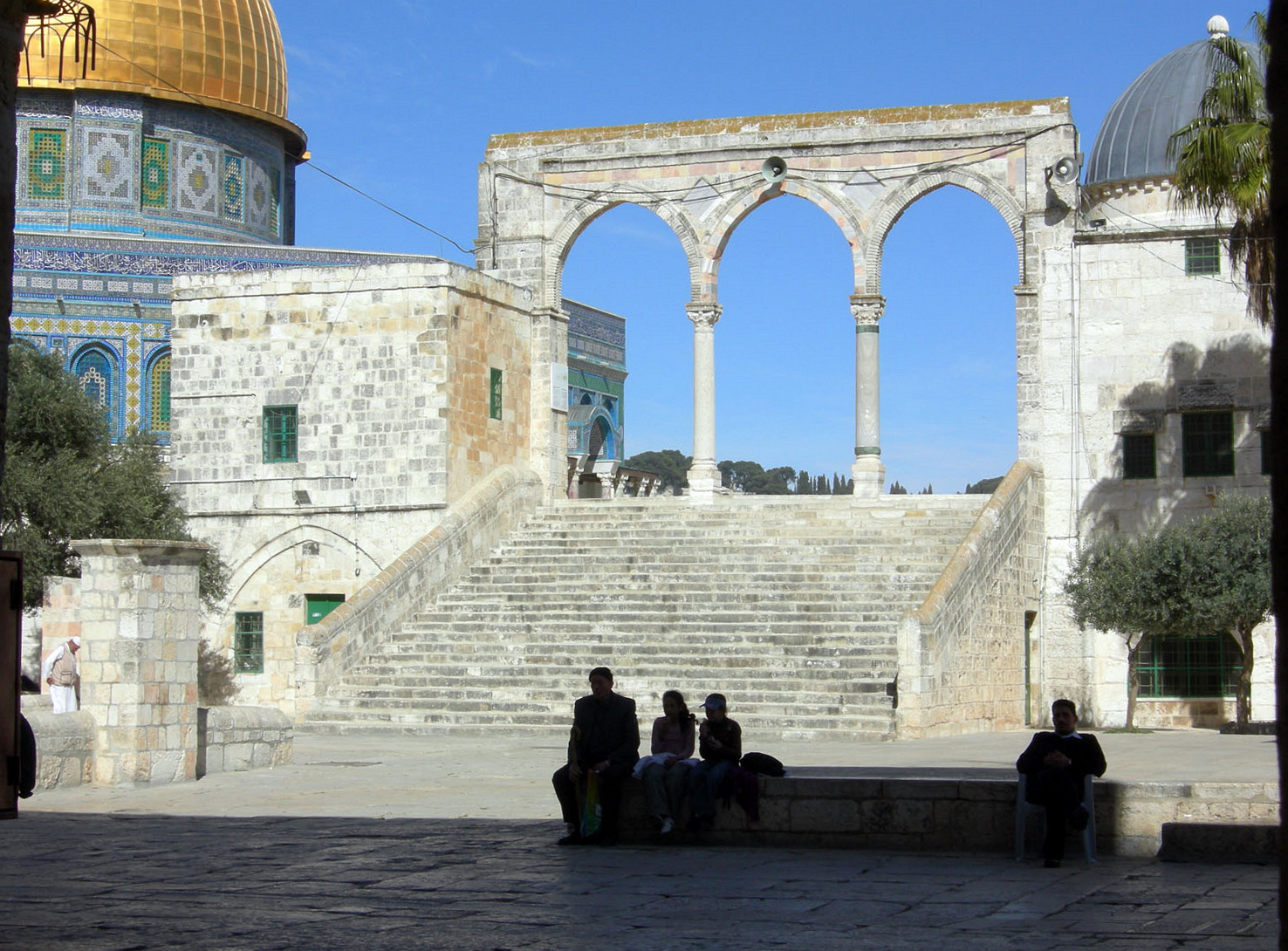
Southwest qanatir (arches) of the Haram al Sharif, Qubat al-Nahawiyya is also partially visible to the right.

در سال ۶۳۷ میلادی اعراب اورشلیم را محاصره کردند و از چنگ امپراتوری بیزانس که نیروهای ایرانی و همپیمانانشان را شکست داده بودند، به درآوردند. شرحی هم عصر آن دوره در خصوص منشأ ساختمان‌های اصلی اسلامی روی کوه وجود ندارد، ولی سنت‌های بسیاری در این خصوص موجود است. شرح محبوبی از قرون پس از آن این است که سوفرونیوس پاتریارک مسیحی با میلی عمر بن خطاب خلیفه راشدی را به این مکان هدایت کرد. او این مکان را مدفون در زباله یافت، ولی با کمک، کعب‌الاحبار که یک یهودی تازه گرویده به اسلام بود صخره مقدس یافته شد. الاحبار به عمر برای ساخت مسجدی در شمال این صخره مشاوره داد تا نمازگزاران رو به هم صخره و هم مکه قرار گیرند ولی عمر در عوض تصمیم گرفت آن را در جنوب صخره بسازد. این مسجد مسجدالاقصی نام گرفت. بنا بر منابع اسلامی، یهودیان در ساخت حرم مشارکت کردند، و سنگ بنای هر دوی مسجد الاقصی و قبه الصخره را گذاشتند. اولین شهادت شناخته شده یک شاهد حاضر متعلق به ارکولف زائر است که در حدود سال ۶۷۰ از آن بازدید کرد. بنا به گزارش ارکولف چنان‌که توسط آدومنان ضبط شده، او یک نیایشگاه چوبی مستطیلی ساخته شده روی تعدادی خرابه دید که گنجایش ۳۰۰۰ نفر را داشت.
در سال ۶۹۱ به دلایل سیاسی، دودمانی و مذهبی بر اساس سنت‌های محلی و قرآنی مبین تقدس این مکان، فرایندی که در آن روایت‌های متنی و معمارانه مقوم یکدیگر بودند، یک ساختمان اسلامی هشت ضلعی که یک گنبد در بالای آن قرار داشت از سوی خلیفه عبدالملک بن مروان پیرامون صخره ساخته شد. این حرم به قبةالصخره موسوم شد. (خود صخره در سال ۱۹۲۰ با طلا پوشانده شد) در سال ۷۱۵ امویان، به رهبری خلیفه ولید بن عبدالملک،  , در رابطه با باور اسلامی معراج معجزه آمیز محمد آنچنان که در قرآن و حدیث شرح شده مسجد الاقصی (به معنای لغوی "دورترین مسجد") را ساخت. لفظ حرم الشریف که بعدها از سوی مملوک و عثمانی‌ها به آن گفته شد، به کل محوطه پیرامون صخره اشاره دارد.

## اهمیت مذهبی

### یهودیت
کوه معبد مقدس‌ترین مکان در دین یهود به‌شمار می‌رود.بر اساس سنت یهودی، هر دو معبد ــ معبد اول و معبد دوم ــ در همین مکان قرار داشتند. همچنین، سنت یهودی کوه معبد را محل وقوع شماری از رویدادهای مهم کتاب مقدس می‌داند، از جمله قربانی کردن اسحاق، رویای یعقوب، و دعای اسحاق و رفقه. بر اساس تلمود، سنگ بنیاد (אבן השתיה) که در کوه معبد قرار دارد، نقطه‌ای است که جهان از آنجا آفریده شد و به شکل کنونی خود گسترش یافت. بر اساس سنت یهودی، باور بر این است که در آینده، معبد سوم و نهایی نیز در همین مکان ساخته خواهد شد، زمانی که ماشیح ظهور کند.
کوه معبد مکانی است که یهودیان در هنگام نماز رو به سوی آن دعا می‌کنند. نگرش یهودیان نسبت به ورود به این مکان متفاوت است. به دلیل قداست بسیار بالای آن، بسیاری از یهودیان از ورود به خود کوه معبد خودداری می‌کنند تا به‌طور ناخواسته وارد محل قدس‌الاقداس نشوند، چراکه بر اساس شریعت ربانی، حضور الهی هنوز به‌نوعی در این مکان باقی است.

### یگانه معبد یهودیان
بر اساس کتاب مقدس عبری، کوه معبد در اصل یک خرمن‌گاه متعلق به ارونه یبوسی بود. کتاب مقدس روایت می‌کند که داوود قبایل دوازده‌گانه اسرائیل را متحد ساخت، اورشلیم را فتح کرد، و تابوت عهد، نماد مرکزی قوم اسرائیل، را به شهر آورد. هنگامی که طاعون بزرگی اسرائیل را فرا گرفت، فرشته‌ای ویرانگر در خرمن‌گاه ارونه ظاهر شد. در این زمان، نبی گاد به داوود پیشنهاد کرد که این مکان برای ساخت قربانگاهی برای یهوه مناسب است.داوود این زمین را از ارونه به بهای پنجاه قطعه نقره خرید و قربانگاهی در آنجا ساخت. خداوند دعای داوود را پذیرفت و طاعون را متوقف کرد. پس از آن، داوود این مکان را برای ساخت معبدی دائمی که جایگزین خیمه اجتماع شده و محل نگهداری تابوت عهد باشد، برگزید؛ اما خداوند به او اجازه نداد معبد را بسازد، زیرا «خون بسیار ریخته بود.»
در عوض، معبد اول توسط سلیمان، پسر داوود، ساخته شد؛ کسی که به عنوان یکی از سازندگان بلندپروازانه پروژه‌های عمومی در اسرائیل باستان شناخته می‌شود.
سلیمان تابوت عهد را در قدس‌الاقداس قرار داد—درونی‌ترین بخش بدون پنجره و مقدس‌ترین قسمت معبد که حضور خداوند در آن تجلی می‌یافت. ورود به قدس‌الاقداس به‌شدت محدود بود و تنها کاهن اعظم اسرائیل اجازه داشت سالی یک‌بار، در یوم کیپور، وارد این مکان شود؛ آن هم با خون بره قربانی‌شده و بخور سوزان. بر اساس کتاب مقدس، این مکان به‌عنوان مرکز تمام زندگی ملی عمل می‌کرد—مرکزی دولتی، قضایی و دینی برای قوم اسرائیل.